# La Bola
La Bola (oficialmente, en gallego, A Bola, desde 1985) es un municipio de la provincia de Orense en Galicia. Pertenece a la Comarca de Tierra de Celanova.

## Toponimia
El municipio de La Bola debe su nombre a una bola de granito situada en el lugar, que también da origen al escudo. 

## Geografía
El municipio, de 39,9 km², limita al norte con La Merca, al sur con Verea, al este con Allariz y Rairiz de Veiga y al oeste con Celanova.
Está situado en una zona de media montaña, en las estribaciones de la cara este de la sierra del Leboreiro, a los pies de los picos de Furriolo, Monte Calvo y San Ciprián. La altitud media está entre los 500 y los 600 metros. La altitud máxima es la del monte de San Ciprián (San Cibrao en gallego), de 914 metros, y la mínima en el límite noroeste con Celanova y La Merca, con 300 metros.

## Clima
La Bola tiene un clima continental, con una temperatura media anual de 10.5 °C y una amplitud térmica de 13.4 °C. Existe un prolongado período de frío entre noviembre y abril, con precipitaciones que llegan a la media anual de 1038 mm, con una marcada sequía estival.

## Hidrografía
La hidrografía del municipio está definida por el curso del río Arnoya y sus afluentes, destacando entre ellos al río Orille. Este curso, procedente de Verea, define gran parte de la frontera occidental de La Bola.

## Geografía humana

### Demografía
Cuenta con una población de 1091 habitantes (INE 2024).
| Gráfica de evolución demográfica de A Bola entre 1842 y 2021 |
| |
| Población de derecho según los censos de población del INE Población de hecho según los censos de población del INEEn estos censos se denominaba Bola: 1842, 1857 y 1860 En estos censos se denominaba Bola, La: 1877, 1887, 1897, 1900, 1910, 1920, 1930, 1940, 1950, 1960, 1970 y 1981 |

### Organización territorial
El municipio está formado por setenta y una entidades de población distribuidas en ocho parroquias:
- Berredo (San Martín)[10][12]
- Pardavedra (Santiago)
- Podentes (Santa María)
- San Miguel de Berredo
- Santa Eulalia de Berredo[10][11][12]
- Sorga (San Mamed)[13]
- Soutomel (Santa Leocadia)[11]
- Veiga (San Munio)

## Corporación municipal
| Resultado elecciones municipales del 25 de mayo de 2015 en La Bola |       |            |            |
| Nombre                                                             | Votos | Porcentaje | Concejales |
| Partido Popular de Galicia                                         | 639   | 66.01%     | 6          |
| Bloque Nacionalista Galego                                         | 278   | 28.72%     | 3          |

## Actividades
Sobresalen las actividades de cultivo del maíz, trigo, centeno, patatas y una importante producción de castañas.
Su bosque está compuesto por pinos, robles y sobre todo, castaños.

## Ocio
Uno de los puntos de ocio más llamativos y característicos de La Bola es su área recreativa. Es una zona verde con playa fluvial junto al río Orille, a la que se puede acceder desde la localidad de Cacabelos o por un acceso secundario desde la carretera OU 531. 
También dispone de un club de fútbol, C.F. A Bola, fundado en 1985 y actualmente en tercera regional.

### Subida al Furriolo
Se trata de uno de los eventos más importantes del municipio, un rally gallego anual que recorre diversos puntos de La Bola.
La séptima edición de este rally se celebrará en el municipio los días 29 y 30 de octubre de 2011.